# Gustaf Sundelin
Gustaf Valfrid Sundelin (i riksdagen kallad Sundelin i Fellingsbro), född 5 september 1890 i Fellingsbro socken, död där 3 augusti 1970, var en svensk lantbrukare och politiker (folkpartist). 
Gustaf Sundelin, som kom från en bondefamilj, var lantbrukare i Känäs i Fellingsbro socken, där han var kommunalfullmäktiges ordförande 1928–1962 och kommunalnämndens ordförande 1936–1967. Han var också ordförande i Folkpartiets länsförbund för Örebro län 1951–1957.
Han var riksdagsledamot i Första kammaren för Örebro läns valkrets från den 23 september 1943 till 1964 års utgång. Han var bland annat ledamot i Statsutskottet 1950–1959 och Utrikesutskottet 1956–1958. Från höstsessionen 1959 och framåt var han första kammarens talman. Han var särskilt engagerad i landsbygdsfrågor och jordbrukspolitik men var också aktiv i sociala frågor, till exempel integrering av romer.

## Utmärkelser
- Riddare och kommendör av Kungl. Maj:ts Orden (Serafimerorden), 10 november 1962.[1]
- Kommendör med stora korset av Nordstjärneorden, 6 juni 1961.[2]
- Kommendör av första klass av Nordstjärneorden, 4 juni 1960. [3]
- Riddare av Vasaorden, 1951.[4]